# Almost Like Being in Love
 (octobre 2015).
Si vous disposez d'ouvrages ou d'articles de référence ou si vous connaissez des sites web de qualité traitant du thème abordé ici, merci de compléter l'article en donnant les références utiles à sa vérifiabilité et en les liant à la section « Notes et références ».
Almost Like Being in Love est une chanson publiée en 1947. La musique a été écrite par Frederick Loewe, et les paroles par Alan Jay Lerner pour la comédie musicale Brigadoon, interprétée par David Brooks et Marion Bell. Elle a ensuite été reprise par Gene Kelly dans la version filmée de 1954.
Il y a eu trois versions à succès de la chanson aux États-Unis en 1947. Frank Sinatra obtient le classement le plus élevé avec une 20e place[De quoi ?] tandis que Mildred Bailey et Mary Martin,  sont quant à eux classés 21ème avec cette chanson.
Nat King Cole enregistre ensuite plusieurs versions de cette chanson, dont une qui sera utilisée comme chanson de clôture dans le film de 1993 "Un jour sans fin", mettant en vedette Bill Murray. La version de Cole, en Sol majeur comme l'originale, utilise une progression II-V-I (2-5-1) en Sol, une paire de 2-5-1 similaires en Mi majeur et Ré majeur pour le pont, après quoi le refrain se trouve un demi-ton au-dessus avec un 2-5-1 en La bémol majeur.
La chanson a été reprise, dans une version downbeat, par le chanteur américain Michael Johnson et se classe 32ème. Elle a également été rendue populaire par la chanteuse anglaise à sensation Shirley Bassey.